# Our (Lesse)
De Our is een zijriviertje van de Lesse.
Het is 14 km lang en heeft geen bron, maar begint als samenvloeiing van 2 beekjes (Ruisseau de Frênes en Ruisseau du Brou) in Frênes. Het stroomt verder door Opont, Beth en Our. De monding op een hoogte van 250 meter ligt even voorbij de dorpskern van Lesse.
Er is in Wallonië en het Groothertogdom Luxemburg nog een ander riviertje met de naam Our, zie: Our (Sûre).